# فرانشيسكو اورسو
فرانشيسكو اورسو (بالإيطالية: Francesco Urso)‏ (9 يونيو 1994 بفانو في إيطاليا - ) هو لاعب كرة قدم إيطالي في مركز الوسط. لعب مع نادي تشيزينا ونادي فيتشينزا وAlma Juventus Fano 1906 ‏ ونادي براتو وSantarcangelo Calcio ‏.

## وصلات خارجية
- فرانشيسكو اورسو على موقع قاعدة بيانات كرة القدم.إي يو (الإنجليزية)
- فرانشيسكو اورسو على موقع بيانات كرة القدم. دي إي (الألمانية)
- فرانشيسكو اورسو على موقع ليكيب (الفرنسية)
- فرانشيسكو اورسو على موقع Soccerbase.com (لاعب) (الإنجليزية)
- فرانشيسكو اورسو على موقع Soccerway.com (الإنجليزية)
- فرانشيسكو اورسو على موقع عالم كرة القدم.نت (الإنجليزية)